# Hyponerita borealis
Hyponerita borealis là một loài bướm đêm thuộc phân họ Arctiinae, họ Erebidae.